# 春夏秋冬〜ミュージック・セレクション
『春夏秋冬〜ミュージック・セレクション』（しゅんかしゅうとう ミュージック・セレクション）は、2010年4月4日からIBC岩手放送（IBCラジオ）で放送されているラジオ番組。同局アナウンサーの村松文代がパーソナリティを務めている。
番組タイトルは、IBC公式サイト内の番組表においては本項の表題通りに記されているが、一方で村松のプロフィールページには『春夏秋冬〜ミュージックセレクション〜』と記されていたりと表記が統一されていない。
番組は途中幾度かの放送休止期間を挿みつつも、2010年代前期にはレギュラーで放送されていた。2011年4月からはラジオ福島 (rfc) と山陰放送 (BSS) ラジオでのレギュラー放送も行われていたが、前者は半年で、後者も2年で不定期放送へ移行。2015年4月からはIBCでも散発的な放送状況となっており、村松のプロフィールページにある「担当番組・関連ページリンク」からも本番組のタイトルは既に削除されている。

## ネット局
放送時間はいずれも日本標準時。各局ともに、レギュラー放送されていた時期の時間帯のみを記す。
この番組は改編のつなぎ番組として単発放送されることがあり、以下に挙げた以外にも様々な時間帯に不定期放送されている（一例：）。
| 放送対象地域   | 放送局            | 系列         | 放送時間 | 放送期間 | 備考                                      |
| -------------- | ----------------- | ------------ | --- | --- | ----------------------------------------- |
| 岩手県         | IBC岩手放送 (IBC) | JRN・NRN系列 | 日曜 22:00 - 22:30 日曜 16:30 - 17:00 土曜 18:00 - 18:30 日曜 16:30 - 17:00 土曜 15:30 - 16:00 日曜 23:00 - 23:30 | 2010年4月4日 - 2010年6月27日 2010年10月10日 - 2011年4月3日 2011年4月9日 - 2012年3月31日 2012年4月1日 - 2012年5月27日 2012年10月7日 - 2013年3月24日 2013年7月6日 - 2015年3月28日 2014年4月6日 - 2015年3月22日 | 製作局 2012年度の放送は過去の内容の再放送 |
| 福島県         | ラジオ福島 (rfc)  | JRN・NRN系列 | 日曜 11:00 - 11:30                                                                                                | 2011年4月3日 - 2011年8月28日 |                                           |
| 鳥取県・島根県 | 山陰放送 (BSS)    | JRN・NRN系列 | 日曜 17:30 - 18:00 日曜 23:30 - 月曜 0:00                                                                         | 2011年4月10日 - 2012年4月1日 2012年4月8日 - 2013年3月31日 | 2012年度の放送は過去の内容の再放送        |